# Garnierius albostriatulus
Garnierius albostriatulus är en skalbaggsart som först beskrevs av Fuchs 1971.  Garnierius albostriatulus ingår i släktet Garnierius och familjen långhorningar.
Artens utbredningsområde är Kongo-Kinshasa. Inga underarter finns listade i Catalogue of Life.